# Église baptiste Béthel de Birmingham
L'église baptiste Béthel est une église baptiste située dans le quartier de Collegeville à Birmingham, dans l'État de l'Alabama aux États-Unis.

## Historique
L'église a abrité entre 1956 à 1961 le siège du Mouvement chrétien des droits de l'homme de l'Alabama (MCDHA), dirigé par Fred Shuttlesworth et actif à Birmingham au cours du Mouvement afro-américain des droits civiques. Le MCDHA s'est concentré sur l'action directe légale et non-violente contre les logements séparés, les transports, les écoles et la discrimination à l'emploi. Il a joué un rôle crucial dans les actions Freedom ride en 1961, qui ont abouti à l’application par le gouvernement fédéral des décisions de la Cour suprême des États-Unis et de l'Interstate Commerce Commission en vue de l'abolition de la ségrégation dans les transports en commun
L'église, dont Fred Shuttlesworth fut pasteur de 1953 à 1961, fut bombardée à trois reprises : le 25 décembre 1956, le 29 juin 1958 et le 14 décembre 1962,,,.
Elle a été ajoutée au Alabama Register of Landmarks and Heritage le 13 novembre 1996, au Registre national des lieux historiques et au National Historic Landmark le 5 avril 2005.
En 1997, l’église a ouvert un nouveau bâtiment près du site historique .
Le 1er janvier 2008, le gouvernement des États-Unis l'a proposé à l'UNESCO dans le cadre d'une future proposition d'inscription au patrimoine mondial et figure à ce titre sur la « Liste indicative de sites du patrimoine mondial » de l'UNESCO.

## Articles annexes
- Liste des National Historic Landmarks de l'Alabama